# Бетонсар
Бетонсар (фр. Béthonsart) насеље је и општина у североисточној Француској у региону Север-Па д Кале, у департману Па де Кале која припада префектури Арас.
По подацима из 2011. године у општини је живело 165 становника, а густина насељености је износила 39,19 становника/km². Општина се простире на површини од 4,21 km². Налази се на средњој надморској висини од 144 метара (максималној 157 m, а минималној 119 m).

## Демографија
| 1962. | 1968. | 1975. | 1982. | 1990. | 1999. | 2011. |
| ----- | ----- | ----- | ----- | ----- | ----- | ----- |
| 137   | 152   | 127   | 126   | 141   | 131   | 165   |

График промене броја становника у току последњих година